# The Lanesborough
The Lanesborough est un hôtel 5 étoiles situé dans le centre de Londres et ouvert en 1991 dans l'ancien palais du duc de Lanesborough. De style néo-classique, c’est un bâtiment classé de Grade II *.  

## Situation et accès

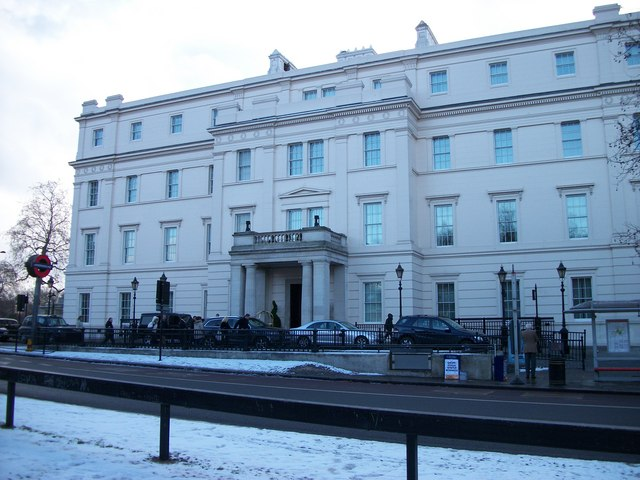
Entrée de l’hôtel.

L’hôtel se trouve sur la place de Hyde Park Corner, à Belgravia, dans le centre de Londres. 
En face se trouvent Hyde Park et Apsley House, la maison londonienne des ducs de Wellington.
Le quartier est desservi par les trains de la ligne  Piccadilly à la station de métro Hyde Park Corner.

## Origine du nom
Le bâtiment évoque la mémoire de James Lane (1650-1724), dernier vicomte de Lanesborough.

## Historique

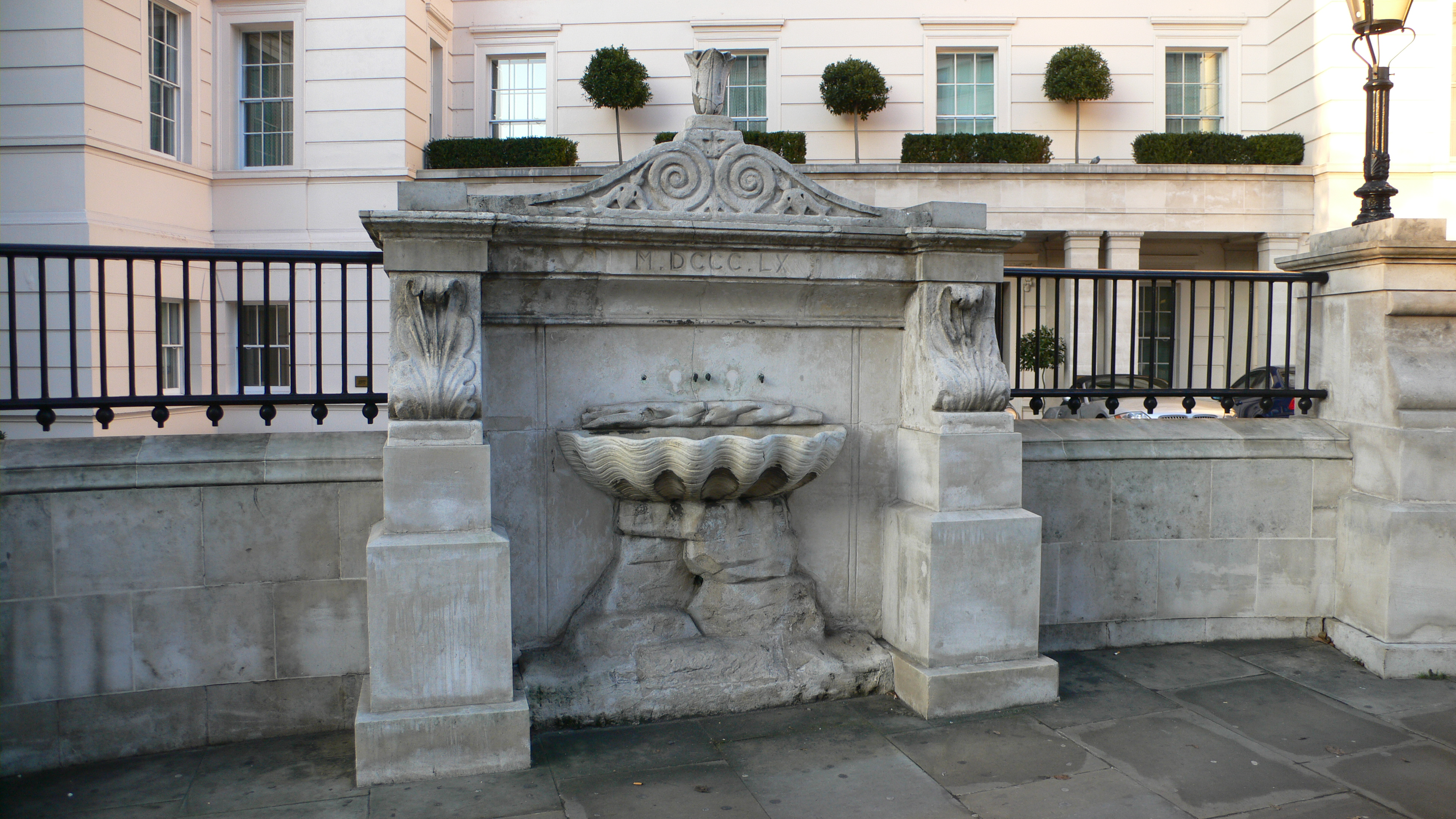
Ancienne fontaine.

En 1719, le vicomte de Lanesborough fait construire une vaste demeure à cet endroit, alors situé en pleine campagne. Quelques années après sa mort, en 1733, l’hôpital St George s’installe dans ses murs. 
En 1827, la maison est démolie et l'architecte William Wilkins construit un nouvel établissement à ce même emplacement, comprenant 350 lits. Les travaux sont achevés en 1844 et le nouvel hôpital, dès lors opérationnel, reste en service jusqu'à son transfert à Tooting, dans le sud de Londres, dans les années 1970, laissant les locaux de Hyde Park Corner vacants. En 1980, grâce à une clause contenue dans l’acte de vente initial, le duc de Westminster rachète le bâtiment au prix de 6 000 £ (sa valeur au XIXe siècle).
En 1991, le Rosewood Hotels & Resorts rouvre le bâtiment, transformé en hôtel. Celui-ci passe ensuite entre les mains du groupe Oekter Collection - qui détient également Le Bristol à Paris et l’Hôtel du Cap-Eden-Roc à Antibes -, qui le gère depuis novembre 2014. 

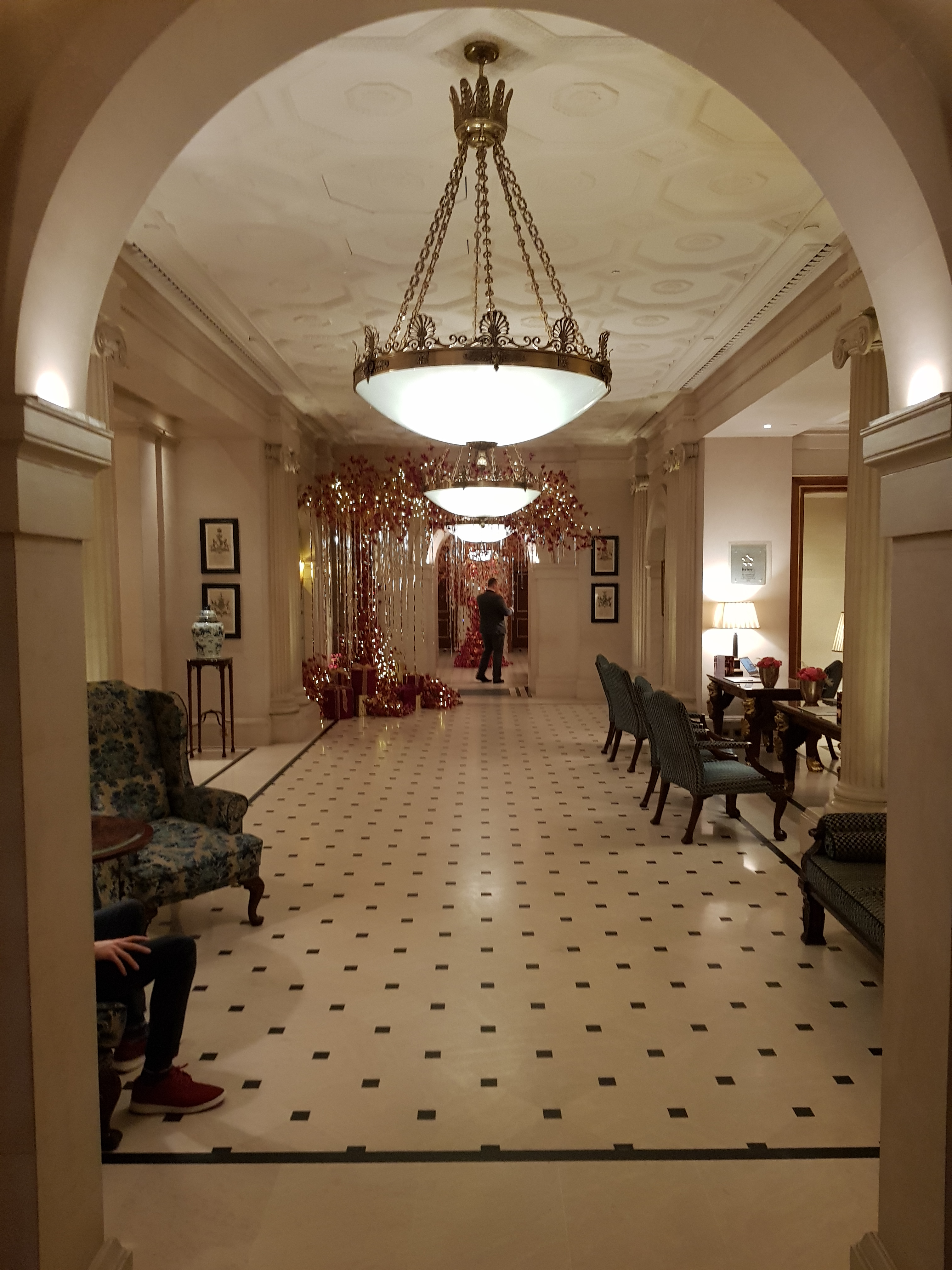
Le hall d'accueil.

Le Lanesborough ferme pour rénovation en décembre 2013 et rouvre ses portes en 2015. La décoration des 93 chambres de l’hôtel, dont 43 suites, est assurée par le studio d’architecture Alberto Pinto. 
En 2015, il est réputé être l'hôtel le plus cher de Londres.

## Personnalités liées au Lanesborough
- La presse rapporte qu’une entrée privée a été aménagée pour la reine Élisabeth II[1].
- Madonna et Johnny Depp sont des fidèles de l'hôtel.